# Eumenes labiatus
Eumenes labiatus är en stekelart som beskrevs av Giordani Soika 1941. Eumenes labiatus ingår i släktet krukmakargetingar, och familjen Eumenidae.

## Underarter
Arten delas in i följande underarter:
- E. l. flavoniger
- E. l. sinicus